# 杜焕卿
杜焕卿（1912年—1934年），女，陕西省米脂县人，中共烈士。

## 生平
早年就学于米脂三民二中、榆林女子师范学校。受共产党员毕维周等人的影响，走上革命道路。 1929年加入中国共产主义青年团，后由团转入中国共产党。1933年5月被国民政府逮捕。1934年病故于南京宪兵司令部监狱。
抗日战争时期，陕甘宁边区政府追认杜焕卿为革命烈士。中华人民共和国成立后，她的名字被载入南京雨花台烈士陵园的英名册。